# Bauwerke in der Stadt Emden
Die Stadt Emden in Ostfriesland hat durch schwere Bombardierungen im Zweiten Weltkrieg einen großen Teil ihrer historischen Bausubstanz eingebüßt.
Als Wahrzeichen Emdens gelten aus früheren Jahrhunderten das Rathaus (wenn es sich auch nach der Kriegszerstörung um einen Neubau handelt) und das Hafentor. Aus dem Industriezeitalter sind der Wasserturm und der Bockkran der Nordseewerke zu nennen.

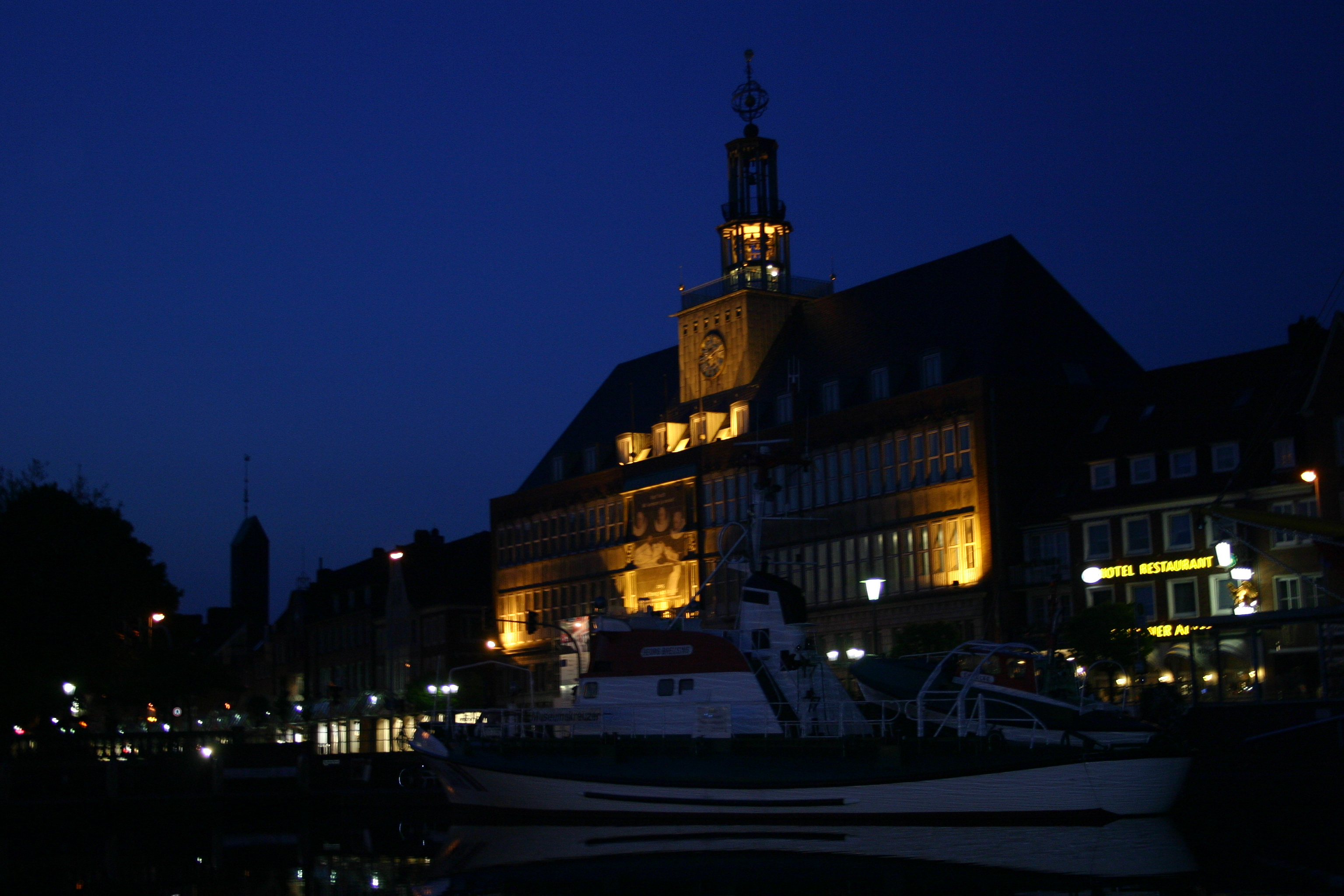
Das Emder Rathaus und der Ratsdelft bei Nacht

## Öffentliche Gebäude

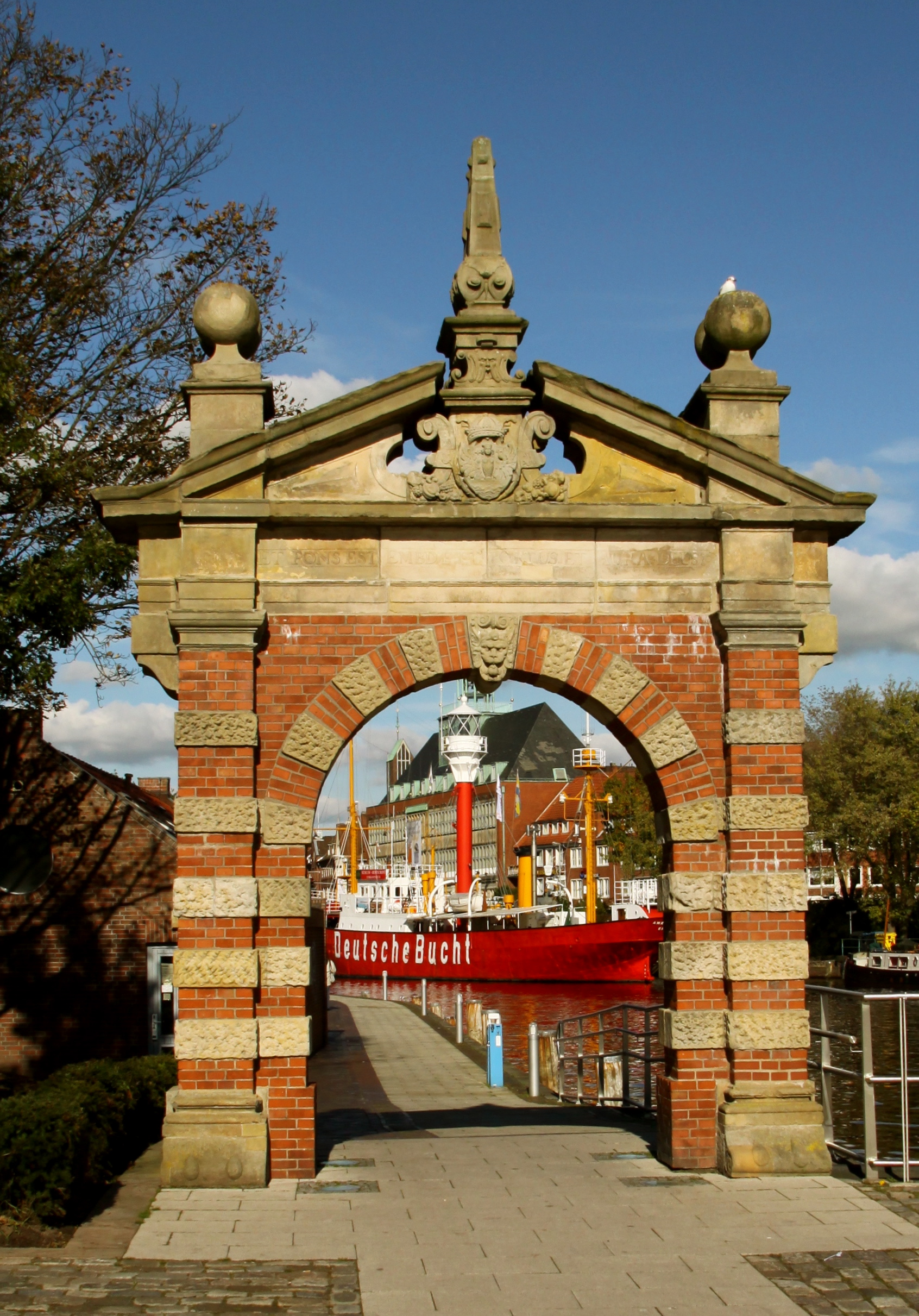
Das Hafentor

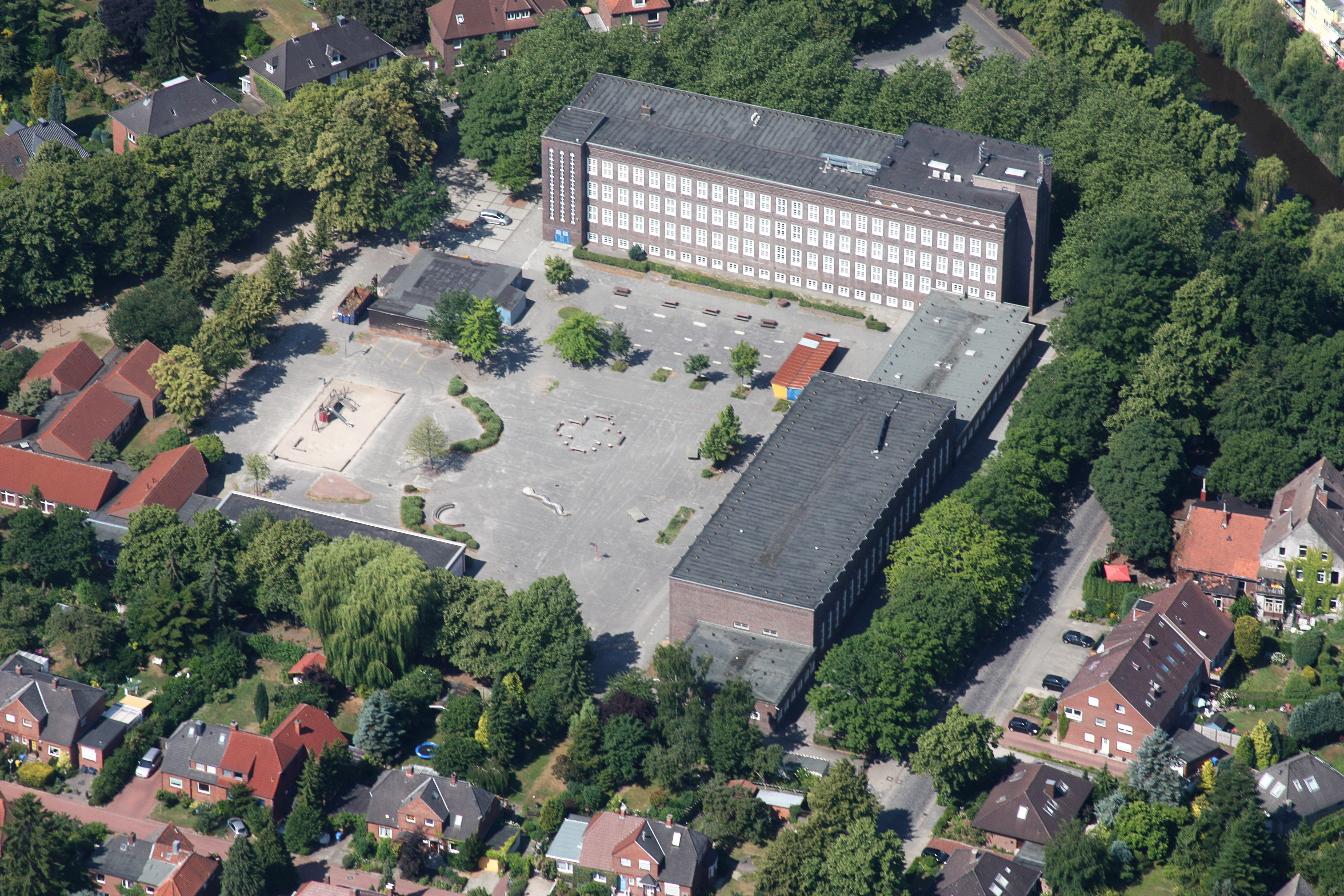
Realschule im Herrentorviertel

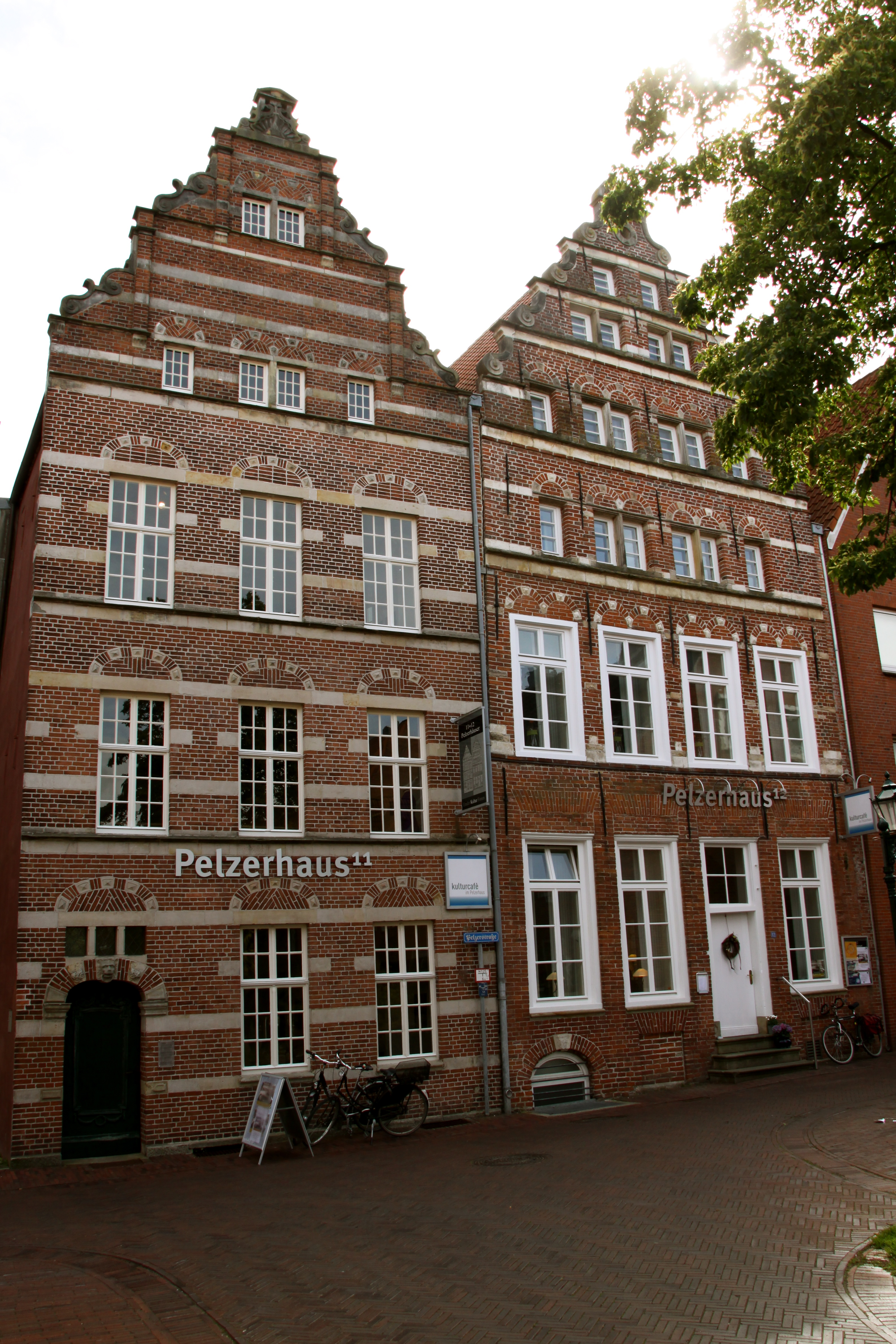
Die Pelzerhäuser in der Pelzerstraße Nr. 11 und 12

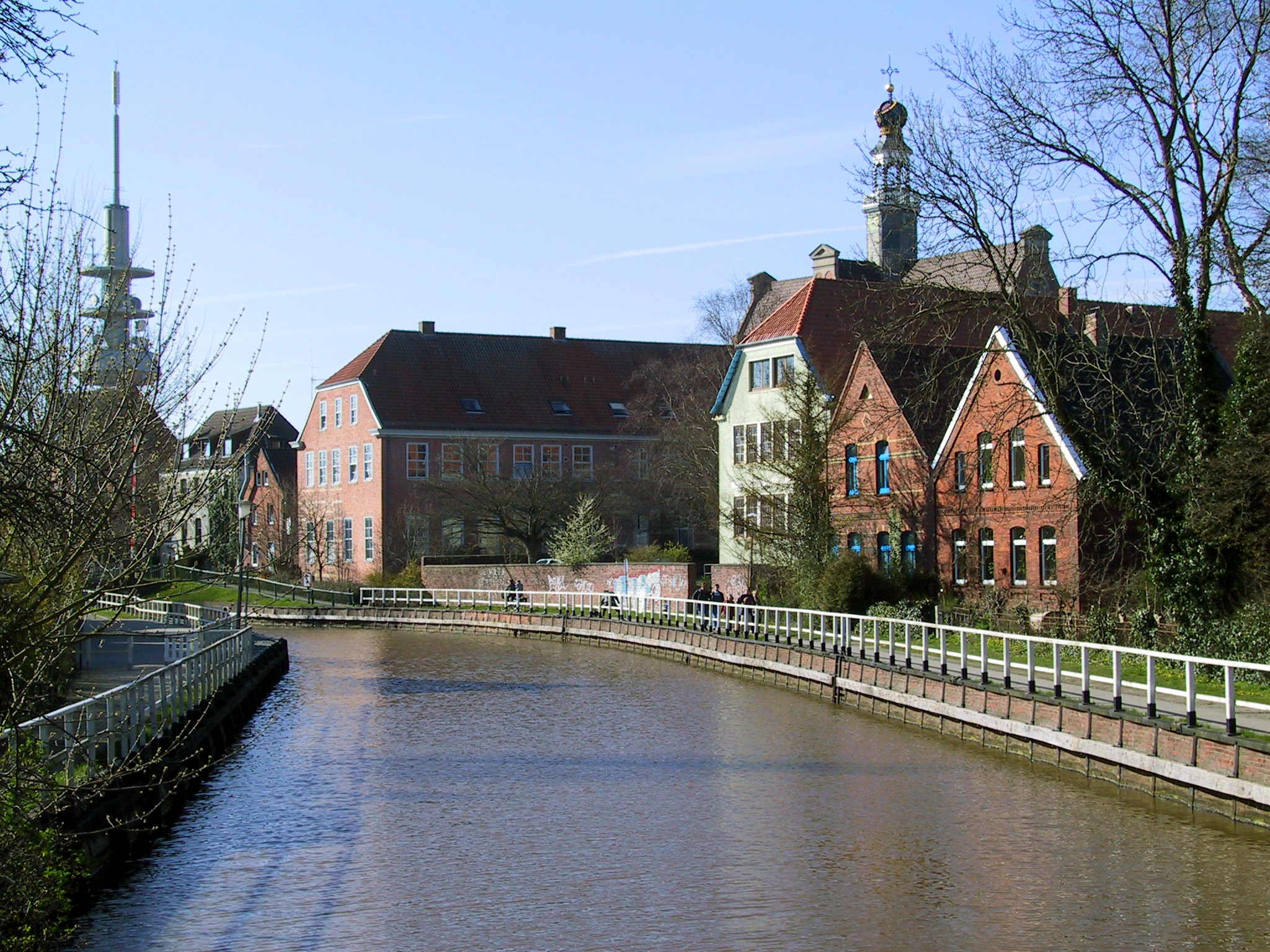
Das Gödenser Haus am Roten Siel, rechts der Turm der Neuen Kirche, links der Emder Fernsehturm

Das Emder Rathaus wurde ursprünglich 1574–76 durch den Antwerpener Stadtbaumeister Laurens van Steenwinckel errichtet. Nach fast völliger Zerstörung im Zweiten Weltkrieg in modernen Formen wiederaufgebaut, dabei einige Elemente des Vorgängerbaus aufgreifend. Teile des Erdgeschossmauerwerkes wurden mit einbezogen. Über dem Eingang an der Vorderseite steht Emdens Wahlspruch auf dem Mauerwerk: „Concordia res parvae crescunt“ („Durch Eintracht wachsen kleine Dinge“). Das Rathaus beherbergt heute das Ostfriesische Landesmuseum.
Das Hafentor wurde 1635 vom Emder Stadtbaumeister Martin Faber erbaut. Es ist eines von mehreren künstlerisch bedeutenden Stadttoren, die in der ersten Hälfte des 17. Jahrhunderts errichtet wurden – und das einzig erhalten gebliebene. Allerdings wurden im Laufe der Jahrhunderte mehrfach Restaurierungen vorgenommen, so dass der jetzige Zustand zwar den Originalzustand zeigt, jedoch keine ursprünglichen Materialien mehr aufweist. Auf dem Torbogen steht der lateinische Sinnspruch „Et pons est Embdae et portus et aura deus“ („Gott ist für Emden Brücke, Hafen und Segelwind“).
Die Neue Kirche der evangelisch-reformierten Gemeinde wurde in den Jahren 1643 bis 1648 von dem Emder Stadtbaumeister Martin Faber erbaut. Sie ist der Noorderkerk in Amsterdam nachempfunden.
Die Realschule am Herrentor, ein mehr als 75 Jahre altes Gebäude, in dem seit fünfzig Jahren eine der ersten Realschulen der Region beheimatet ist, steht heute unter Denkmalschutz. Es wurde im Stil der Klinker-Renaissance erbaut. Ebenso das alte
Apollotheater (Kino), das gegenüber liegende alte AOK-Gebäude sowie der sogenannte Chinesentempel.
In der Pelzerstraße in der Altstadt Emdens befinden sich die Pelzerhäuser. Das Pelzerhaus 11 ist ein dreigeschossiges, 1909 in Anlehnung an den aus dem 16. Jahrhundert stammenden Vorgängerbau neu errichtetes Wohngebäude mit wieder verwendeten Originalteilen. Beim Pelzerhaus 12, erbaut in der zweiten Hälfte des 16. Jahrhunderts, ist nur noch die dreigeschossige Backsteinfassade mit Volutengiebel erhalten. Das zugehörige Haus wurde 1983 durch einen Neubau ersetzt. Sie gehören zu den ältesten Häusern der Stadt.
Das an der Friedrich-Ebert-Straße 1–3 stehende Gödenser Haus ist ein zweigeschossiges Backsteinhaus im Specklagensystem mit jüngerem Krüppelwalmdach. Es wurde 1551 errichtet, ist damit eines der ältesten Gebäude Emdens und dient seit 1985 als Studentenwohnheim.
In der Altstadt stehen die Überreste der Großen Kirche, die im Zweiten Weltkrieg zerstört wurde. Sie erhielt nach dem Krieg durch Spenden aus der Schweiz einen neuen Glockenturm und wird daher seitdem auch Schweizer Kirche genannt. In den 1990er Jahren wurde die Kirche mit modernen Gebäudeteilen versehen und renoviert. 1995 wurde dort die Johannes a Lasco Bibliothek eröffnet.
Die Kunsthalle in Emden wurde am 3. Oktober 1986  vom damaligen Bundespräsidenten Richard von Weizsäcker eröffnet. Das Museum hat seinen Sammlungsschwerpunkt auf Bildern der Neuen Sachlichkeit und des deutschen Expressionismus, unter anderem mit Werken von Ernst Ludwig Kirchner, Max Pechstein und Emil Nolde.
Rund um den Schweckendieckplatz im Behördenviertel stehen mehrere Kontorgebäude, die zu Beginn des 20. Jahrhunderts erbaut wurden, darunter das Haus der Schifffahrt, in dem die Stinnes-Tochter WTAG sowie die Schiffsmaklerei Frachtcontor Junge & Co untergebracht waren.
Im Emder Ratsdelft befinden sich des Weiteren drei schwimmende Bauwerke. Das Feuerschiff Amrumbank, der Seenotkreuzer Georg Breusing und der Heringslogger Stadt Emden. Alle drei Schiffe sind der Öffentlichkeit zugänglich und können besichtigt werden.
Das 1986 eröffnete Otto-Huus zeigt den Werdegang des im Emden geborenen Komikers Otto Waalkes. Neben kuriosen Jugenderinnerungen und Requisiten werden Ausschnitte aus Veranstaltungen des Komikers gezeigt.

## Mühlen
Siehe auch: Emder Mühlen
Auf dem Emder Stadtgebiet existierten in früheren Zeiten eine ganze Reihe von Mühlen, bei denen es sich zumeist um Holländermühlen handelte. Einige von ihnen sind noch erhalten geblieben, wenn auch teils umgenutzt.
Der Galerieholländer De Vrouw Johanna aus dem Jahre 1804 ist nach einem Brand des Achtkants 1997 wieder restauriert worden. Die Mühle befindet sich auf einem Zwinger des Emder Stadtwalls und kann auf Anfrage besichtigt werden. Seit 2004 wird auch wieder gemahlen, da die Mühle voll funktionsfähig ist. Betreut wird die Mühle vom Emder Mühlenverein. Im ehemaligen Wohnhaus des Müllers wurde eine Herberge eingerichtet. Die Lage in unmittelbarer Nähe des Emder Stadtgrabens – direkt neben einer so genannten Paddel-und-Pedal-Station – bietet besonders Rad- und Wasserwanderern eine Übernachtungsmöglichkeit.
Auch die Rote Mühle, (Baujahr 1795, Umbauten 1823 und 1916) befindet sich auf dem Emder Wall. Sie verfügt allerdings nicht mehr über Flügel und wurde in den Jahren 1970 bis 1973 zu ihrem jetzigen Zustand umgebaut. Dort ist ein Kindergarten beheimatet. Ihren Namen hat die Mühle von den beim Bau verwendeten roten Klinkersteinen.
Ebenfalls auf dem Emder Wall befindet sich die Weiße Mühle aus dem Jahre 1810. Die Flügel wurden 1952 abgenommen. Das Bauwerk befindet sich in privatem Besitz und ist stark renovierungsbedürftig. Eine Restaurierung ist allerdings bislang an der ungeklärten Finanzierung und an Zielkonflikten zwischen dem Denkmalschutz und einer beabsichtigten Nutzung als Café gescheitert. Im Jahre 2006 wurde der hölzerne Achtkant heruntergenommen und dieser 2007 durch den Mühlenbauer Möller zerlegt. Einiges wurde, wie die Mühlenachse, Teile der Windrose u. a., in Jemgum eingelagert. Vieles wurde inzwischen weiterverkauft.
Die Mühle Zeldenrust im Stadtteil Tholenswehr, ein Galerieholländer aus dem Jahr 1807, ist 2000 zu einem Wohnhaus umgebaut worden. Dieses gilt auch für das Maschinenhaus. Sie verfügt mittlerweile auch nicht mehr über Flügel.
Der Galerieholländer Kost Winning (zu Deutsch: Broterwerb) im Emder Stadtteil Larrelt wurde 1732 gebaut. Die Mühle wird durch den Larrelter Dorfverein e.V. unterhalten, der hier eine Teestube betreibt. Die Mühle ist voll funktionsfähig, es gibt einen Mahlgang und seit 2009 auch einen Sichter.

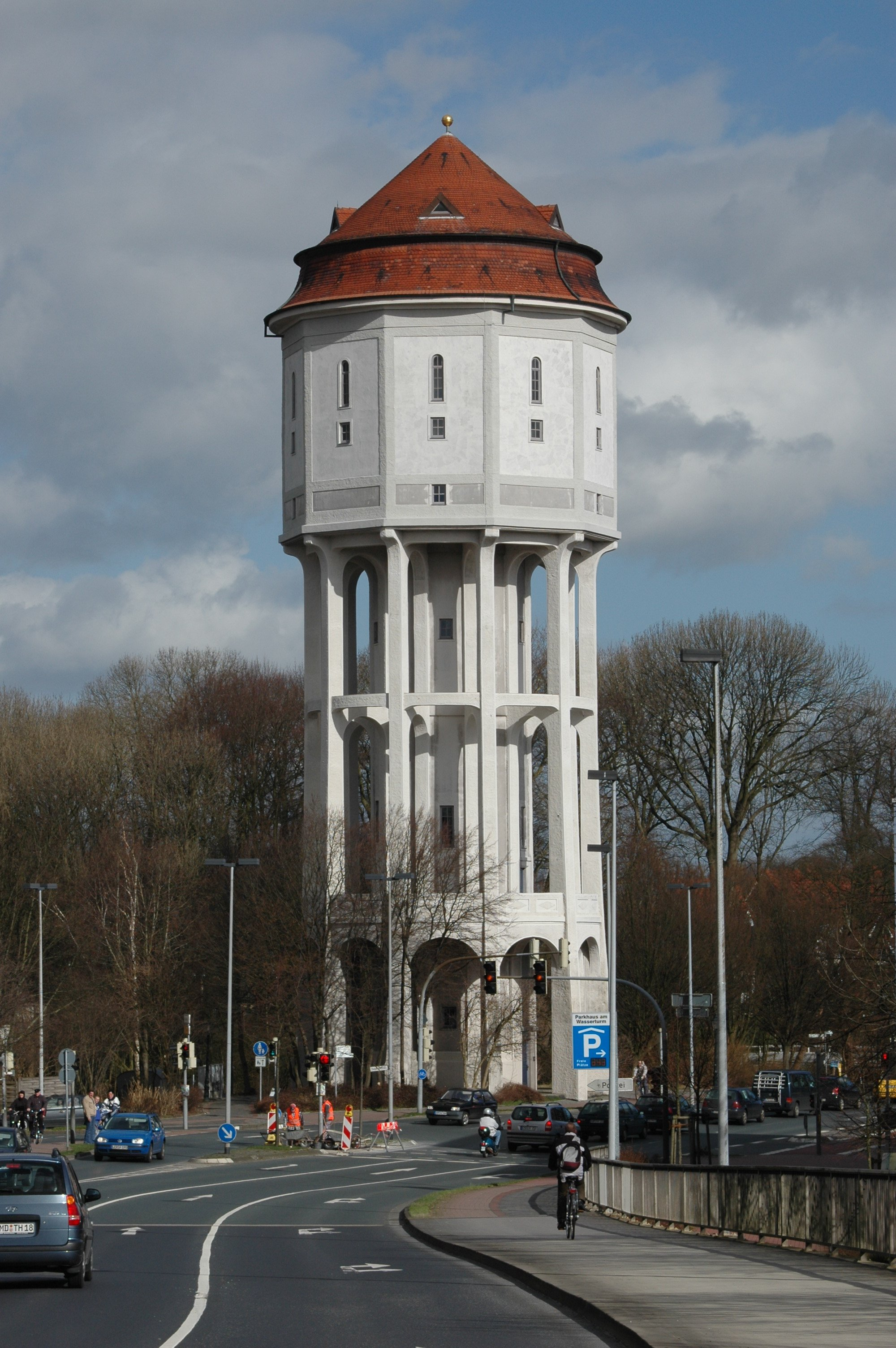
Der Wasserturm in Emden. Er gehört den Stadtwerken Emden und ist immer noch in Betrieb.

## Technische Bauwerke

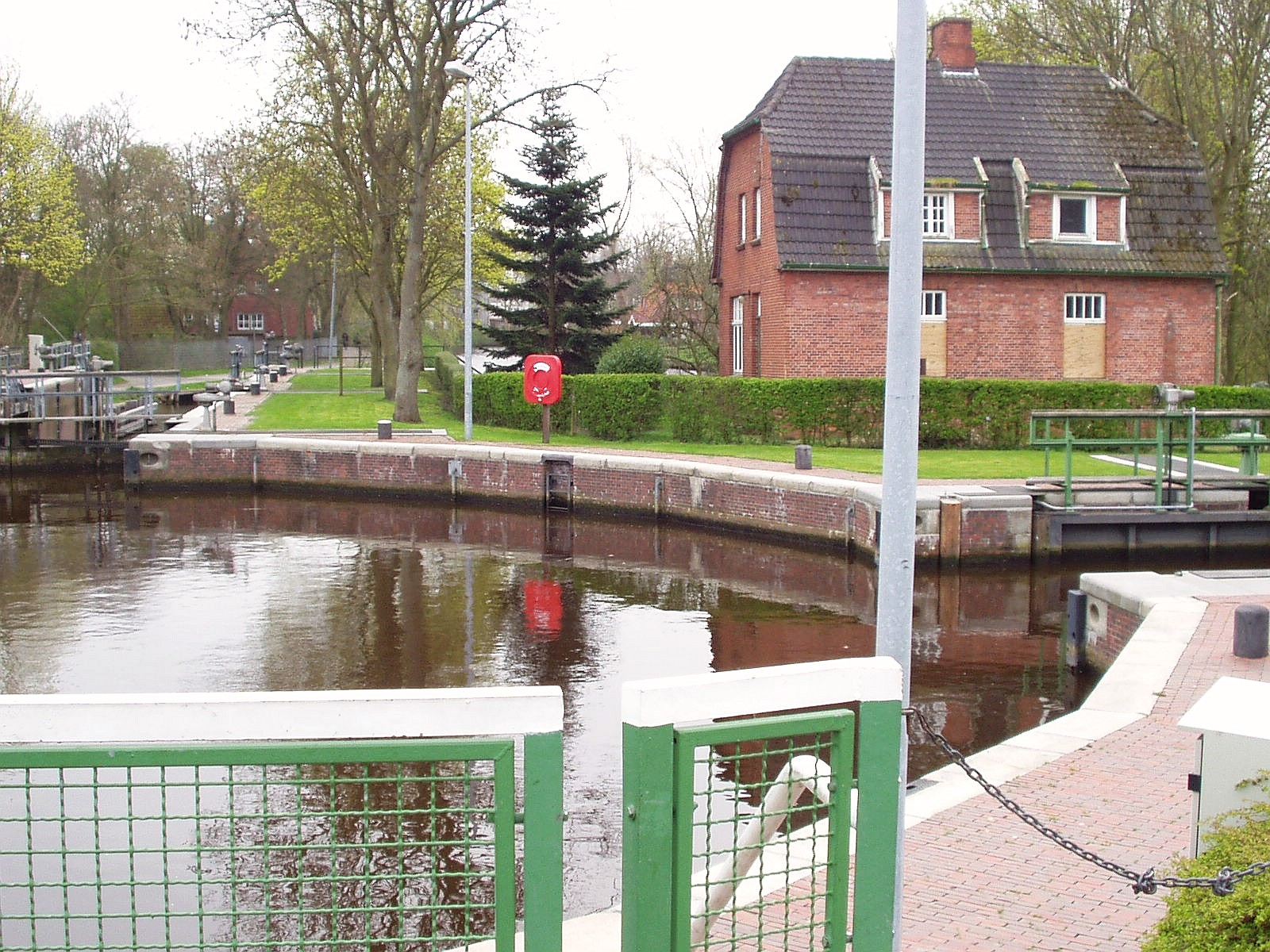
Teilansicht der Kesselschleuse in Emden, Blick nach Süden zum Fehntjer Tief (rechts das Schleusenknechtehaus)

Der Bockkran der Nordseewerke ist von weither zu sehen. Das orangefarbene Bauwerk mit einer Traglast bis 400 Tonnen gilt inzwischen als eines der Wahrzeichen Emdens – in diesem Falle eines aus dem Industriezeitalter.
Der 42 Meter hohe Wasserturm Emden, ein Jugendstil-Gebäude nahe dem Bahnhof, entstand Anfang des 20. Jahrhunderts. Er befindet sich im Eigentum der Stadtwerke Emden und ist noch immer in Betrieb.
Der Fernsehturm, nur wenige Hundert Meter vom Rathaus im Stadtteil Groß-Faldern gelegen, überragt mit 94 Meter alle Gebäude der Innenstadt. Er ist nicht für den Publikumsverkehr geöffnet. Der Fernmeldeturm, 93 m hoch, wurde 1989–1990 errichtet.
Durch den Hafen und die vielen Emden durchfließenden Kanäle gibt es eine ganze Reihe von Wasserbauwerken. Ein herausragendes und in Europa einzigartiges ist die Kesselschleuse, die einzige Rundkammerschleuse Europas, die vier Wasserstraßen miteinander verbindet. Die in den 1880er Jahren erbaute Schleuse steht unter Denkmalschutz und erfüllt noch heute eine wichtige Funktion im Wasserstraßennetz Emdens und Ostfrieslands. Auch für die Entwässerung erfüllt es eine wichtige Funktion. Unmittelbar neben der Schleuse befinden sich die historischen Gebäude des Schleusenwärterhauses und des Schleusenknechtehauses.
Die Große Seeschleuse galt bei ihrer Eröffnung 1913 mit einer Binnenlänge von 260 Metern zu den größten der Welt. Die Anlage, die die Hauptzufahrt in den Emder Hafen bildet, steht unter Denkmalschutz. In den 1880er Jahren wurde die Nesserlander Schleuse eröffnet, die zweite Zufahrt zum Hafen.
Die Kanäle werden von einer Vielzahl von Klappbrücken und Zugbrücken überquert. Darunter befinden sich an den Hauptstraßen moderne Klappbrücken, die zumeist hydraulisch angehoben werden. Einige der Zugbrücken, darunter diejenigen über den Ems-Jade-Kanal in den Stadtteilen Wolthusen und Uphusen, sind im typischen niederländisch-nordwestdeutschen Stil gehalten.
Das Siel und Schöpfwerk Knock im äußersten Westen Emdens ist das größte seiner Art in Europa. Es entwässert das Knockster Tief und damit weite Teile Emdens und des nördlichen Umlands.

## Bürgerhäuser und Wohngebäude

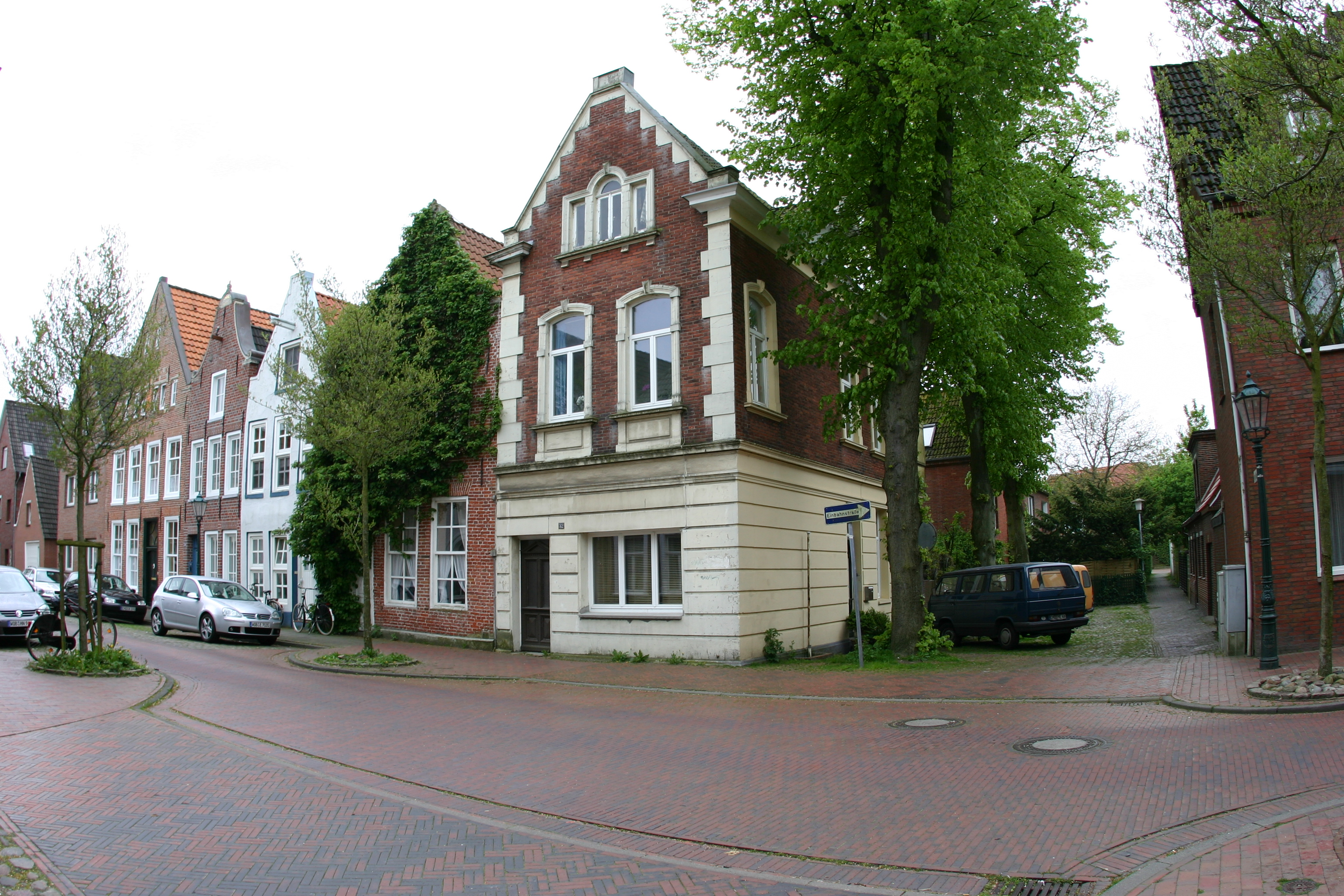
Kranstraße im Stadtteil Klein-Faldern

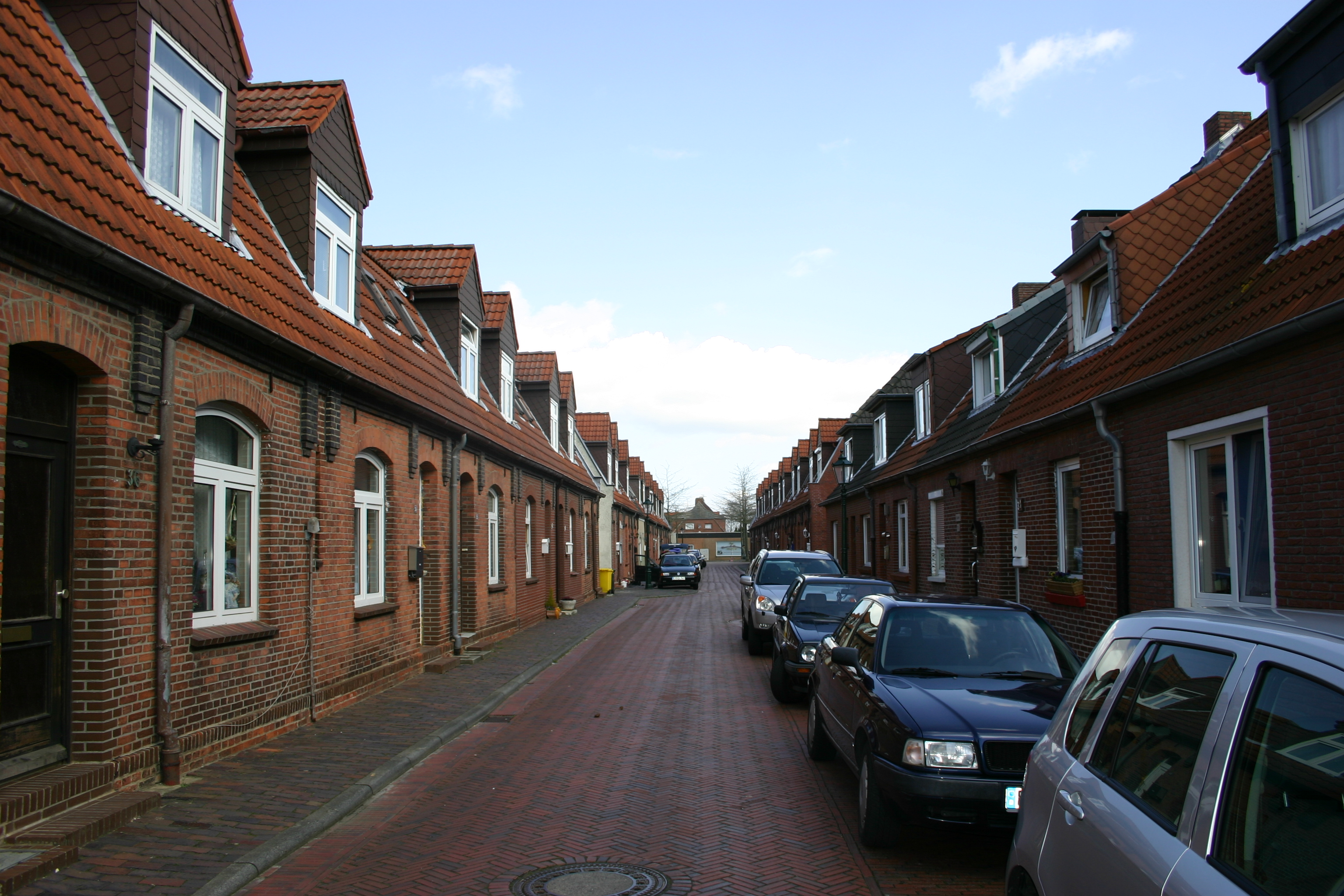
Blick in die Wilgumer Straße, historischer Kern des Arbeiterviertels Port Arthur/Transvaal

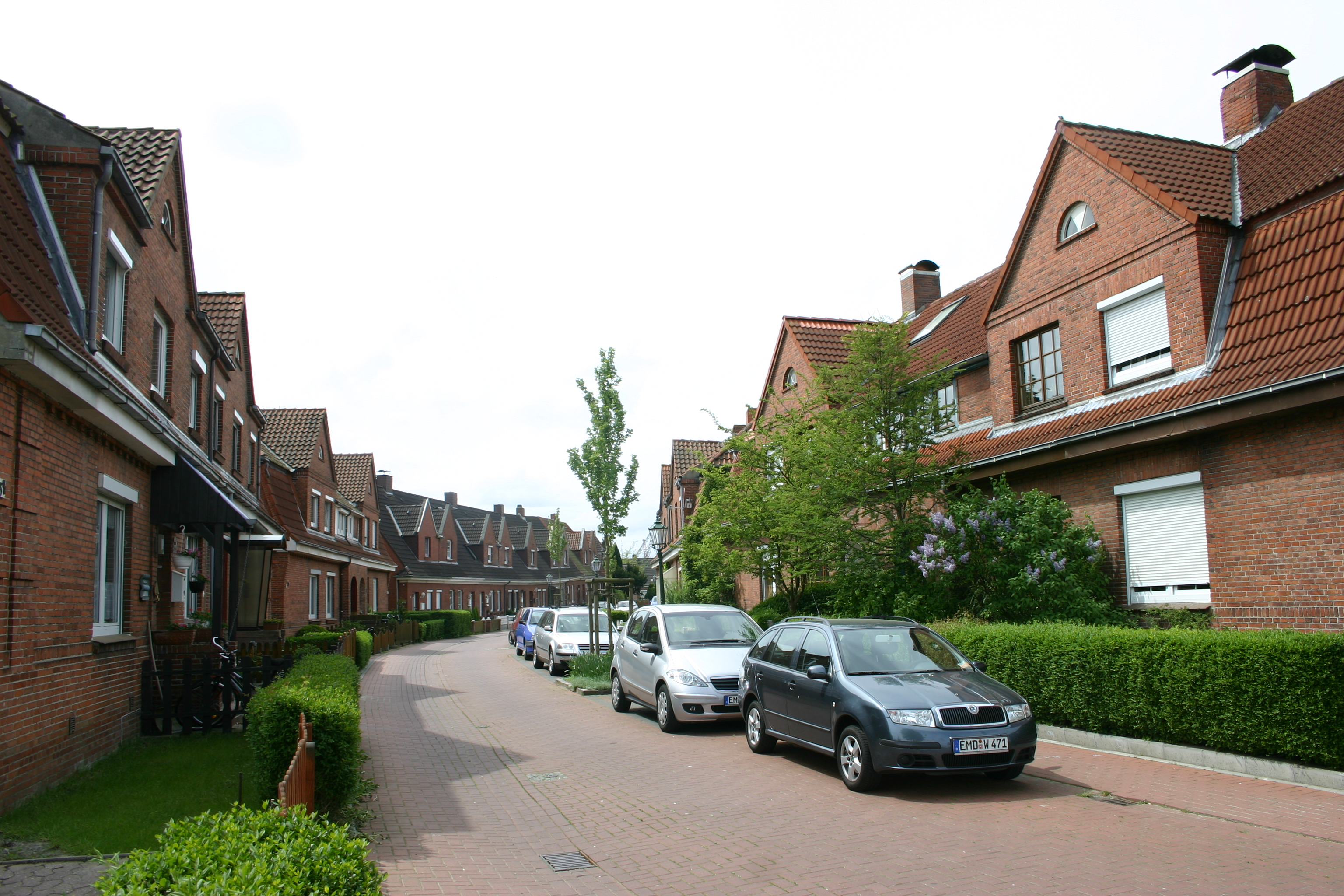
Juiststraße in Emden-Friesland, eine Arbeitersiedlung

Nach den schweren Zerstörungen im Zweiten Weltkrieg haben sich nur noch spärliche Reste der historischen Wohnbebauung erhalten. Den besten Eindruck vom alten Emden vermittelt das weitgehend verschont gebliebene Stadtviertel Klein-Faldern mit vorwiegend kleinbürgerlichen Häusern. An Einzelbauten hervorzuheben:
- - Kranstraße 63. Zweigeschossiges Giebelhaus mit 1813 bezeichnetem glockenförmigen Giebel. Der eigentliche Hauskörper ist sicher älter.
  - Mühlenstraße 37. Zweigeschossiges Giebelhaus des 16./17. Jahrhunderts, die Fassade wurde um 1900 erneuert.
  - Mühlenstraße 45. Eingeschossiger Bau aus der 2. Hälfte des 16. Jahrhunderts, die Fassade wurde 1811 vorgeblendet.

In den Stadtteilen Barenburg und im Behördenviertel befinden sich Wohngebäude, die dem Klinker-Expressionismus zuzuordnen sind. Darunter ist die Reihenhausgruppe an der Ringstraße 36–38 aus den 1920er Jahren.
Die Straßenzüge Torumer Straße und Wilgumer Straße bilden den Ausgangspunkt der Entwicklung des Stadtteils Port Arthur/Transvaal, die im ersten Jahrzehnt des 20. Jahrhunderts begann. Viele der kleinen, geduckten Gebäude, typisch für eine Arbeitersiedlung, sind noch weitgehend in ihrem Ursprungszustand erhalten. Ähnlich angelegte Straßenzüge in Port Arthur/Transvaal wurden hingegen ein Opfer des Bombenkriegs und wurden nach 1945 neu überbaut.
Eine Arbeitersiedlung aus den 1920er Jahren, die sich heute noch im gleichen Muster, jedoch saniert präsentiert, ist der Stadtteil (Kolonie) Friesland. Die ein- bis zweigeschossigen Gebäude verfügen über kleinere Gartengrundstücke, die früher (und teils noch heute) als zum landwirtschaftlichen Nebenerwerb genutzt wurden.
Für eine Mittelstadt mit gut 50.000 Einwohnern weist Emden eine recht hohe Zahl an Hochhäusern (hier definiert als Gebäude mit acht oder mehr Stockwerken) auf. Alle wurden zwischen 1959 und Anfang der 1970er Jahre errichtet, fast alle sind Wohnhäuser. Lediglich das sogenannte Ärztehochhaus im Stadtteil Bentinkshof dient in erster Linie gewerblichen Zwecken, hier also auf dem Sektor der Medizin. Die Hochhäuser konzentrieren sich im Stadtzentrum sowie in den Stadtteilen Borssum und Barenburg. In Emden befindet sich eines der beiden größten Wohnhäuser Ostfrieslands, die sogenannten Glaspaläste in Barenburg (Hochhausriegel mit elf Stockwerken). Eine wesentliche Rolle beim Bau der meisten Hochhäuser in Emden spielte der ehemals gewerkschaftseigene Immobilienkonzern Neue Heimat. Seit Mitte der 1970er Jahre wurden in Emden allerdings keine neuen Hochhäuser mehr errichtet – wohl auch, weil sich inzwischen in den jeweiligen Stadtvierteln teilweise Probleme mit der „sozialen Durchmischung“ in den Quartieren ergeben hatten. Einer der beiden Paläste wurde 2013 abgerissen.

## Denkmäler und Wahrzeichen
- Im Stadtgarten unweit des Rathauses befindet sich ein Denkmal zu Ehren des früheren Oberbürgermeisters Leo Fürbringer. Es ist in Gestalt eines Brunnens angelegt. Fürbringer, Oberbürgermeister von 1878 bis 1913, machte sich sehr um den Ausbau des Emder Hafens in jener Zeit verdient.
- Ein Denkmal zu Ehren des früheren Generalpostmeisters des Deutschen Reiches, Heinrich von Stephan, befindet sich auf dem nach ihm benannten Stephansplatz. Von Stephan, der auch Begründer des Weltpostvereins war, wohnte 1879 der Inbetriebnahme des Emder Post- und Telegrafenamtes bei und war auch 1882 zugegen, als die erste Kabelverbindung zwischen Deutschland und den USA (von Emden nach Coney Island/New York City) eröffnet wurde. Das Denkmal wurde 1896 auf Vorschlag des damaligen Oberbürgermeister Leo Fürbringer aufgestellt. Es stand zunächst vor dem Postgebäude, wurde aber später auf den Stephansplatz umgestellt.
- An der Gabelung der Bundesstraße 210 und der Landesstraße 3 in Richtung Pewsum steht ein Denkmal zu Ehren des ehemaligen Landrates (ab 1885) des früheren Landkreises Emden, Heinrich von Weyhe. Dieser war zuvor Amtmann in Wittmund, Esens sowie Berum gewesen und hatte sich um den Wegebau in Ostfriesland, insbesondere in der Krummhörn, verdient gemacht. Das Denkmal steht am nördlichsten Punkt Emdens, im 1945 eingemeindeten Stadtteil Harsweg, und wurde von Krummhörnern Bürgern gestiftet.

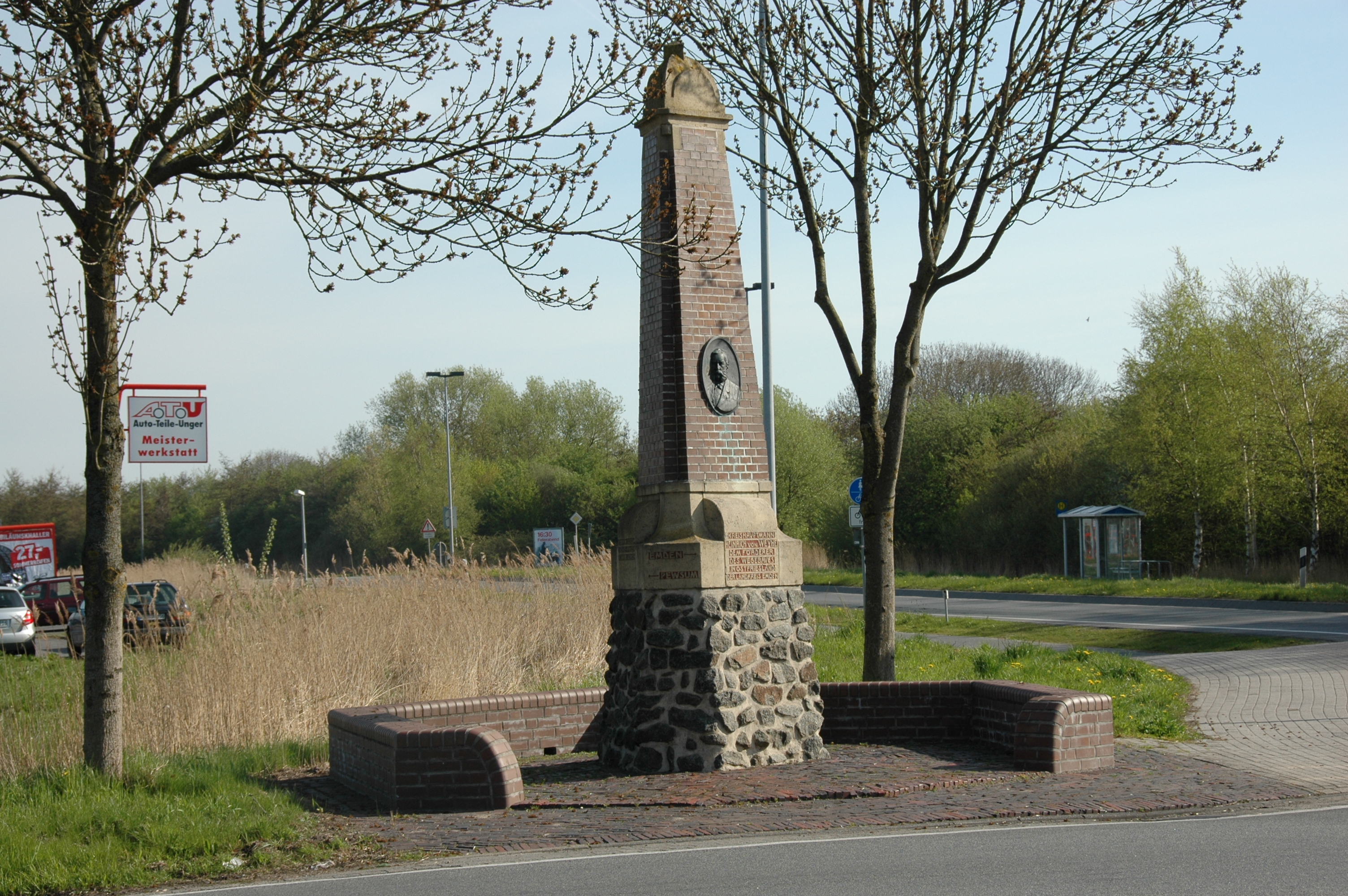
Denkmal für den Kreishauptmann Heinrich von Weyhe, 1820–1887, Förderer des Wegebaus in Ostfriesland

- Zu Ehren von Carl Schweckendieck (1843–1906), aus Emden stammender preußischer Landtagsabgeordneter, wurde auf dem nach ihm benannten Platz ein Denkmal aufgestellt. Schweckendieck machte sich zusammen mit Oberbürgermeister Leo Fürbringer erfolgreich für den Bau des Dortmund-Ems-Kanals und den Ausbau des Emder Hafens stark. Der Schweckendieckplatz befindet sich nahe dem Ratsdelft, in einem Kontorviertel mit Reederei- und Verwaltungsgebäuden.
- Am Siel und Schöpfwerk Knock im äußersten Westen Emdens stehen die Denkmäler von Friedrich dem Großen und dem Großen Kurfürsten. Bis zum Kriege hatten sie vis-à-vis des Rathauses gestanden. 1966 überließ die Stadt Emden die beiden Denkmäler dem I. Entwässerungsverband Emden, der die Anlage an der Knock unterhält. Beide Monarchen haben sich um Ostfriesland verdient gemacht: der Große Kurfürst durch die Förderung des Seehandels in Emden, Friedrich II. durch die Urbarmachung von Mooren und den Küstenschutz.